# Gørlev
Gørlev är en tätort i Kalundborgs kommun i Region Själland i Danmark. Tätorten har 2 378 invånare (2024). Den ligger på Själland, cirka 18 kilometer sydost om Kalundborg. Gørlev var centralort i Gørlevs kommun fram till kommunreformen 2007.